# 敘登湖
54°42′27″N 9°39′14″E / 54.7076347°N 9.6539391°E

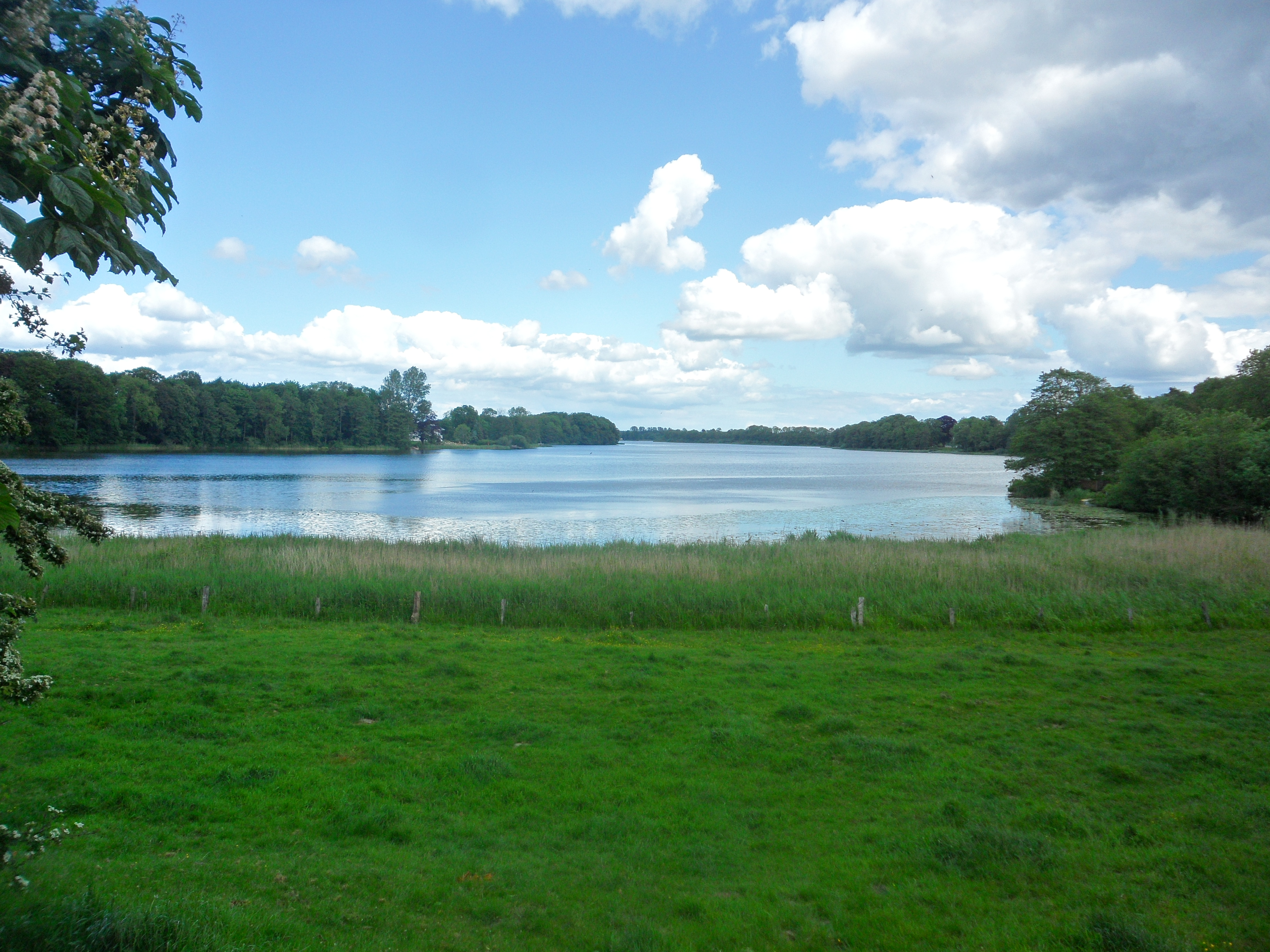

敘登湖（德語：Südensee），是德國的湖泊，位於該國北部石勒蘇益格-荷爾斯泰因州，由石勒蘇益格-弗倫斯堡縣負責管轄，長2公里、寬0.5公里，面積0.63平方公里，海拔高度30米，平均水深2.3米，最大水深3.6米，水體容量143萬立方米，湖岸線長度5.1公里。